# Morpho lympharis
Morpho lympharis är en fjärilsart som beskrevs av Butler 1873. Morpho lympharis ingår i släktet Morpho och familjen praktfjärilar. Inga underarter finns listade i Catalogue of Life.

## Bildgalleri

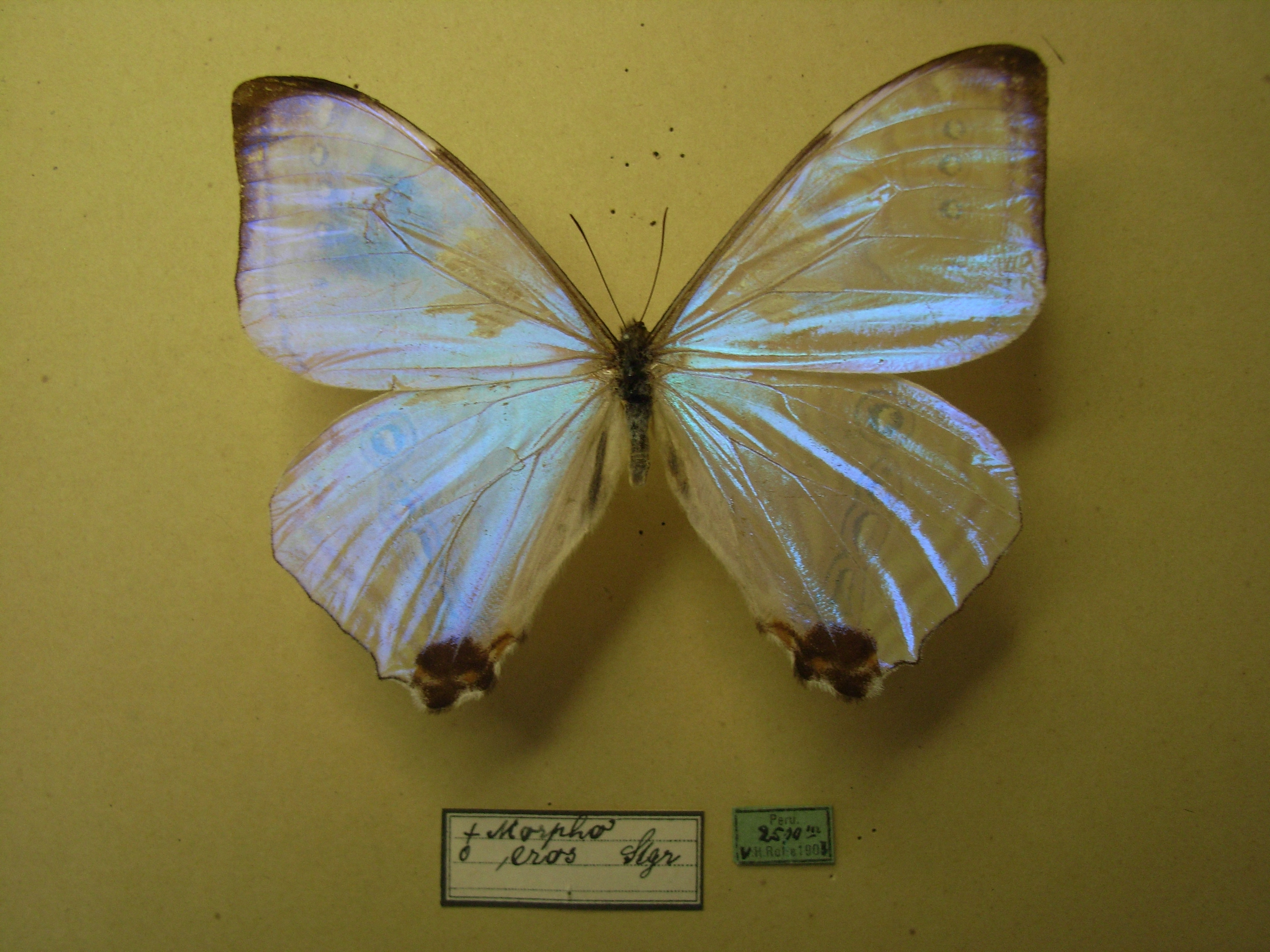